# Partia Ludowo-Rewolucyjna Etiopii
Partia Ludowo-Rewolucyjna Etiopii (EPRP) (amh. Yethiopia Hizbawi Abyotawi Party) – lewicowa partia polityczna Etiopii, a następnie ruch partyzancki uczestniczący w wojnie domowej w tym kraju.

## Historia
Partia utworzona została w kwietniu 1972 roku pod nazwą Ludowa Organizacja Wyzwolenia Etiopii. Założycielami ugrupowania byli studenci etiopscy z Berlina Zachodniego. Proces formowania frakcji wspomógł Demokratyczny Front Wyzwolenia Palestyny. Ugrupowanie przychylnie patrzyło na ruchy separatystyczne działające na terenie Etiopii. Bliskie relacje łączyły je z Erytrejskim Ludowym Frontem Wyzwolenia, z rąk którego otrzymali przeszkolenie członkowie oddziałów militarnych podlegających EPRP. Po wojskowym zamachu stanu z 1974 roku, działacze ruchu zostali zaproszeni do współpracy przez rządzącą juntę, znaną jako Derg. Partia Ludowo-Rewolucyjna kwestionowała legalność rządów junty, podkreślając potrzebę ustanowienia rządów cywilnych. Niemniej jednak zdecydowała się ona na współpracę i wraz z konkurencyjnym Socjalistycznym Ruchem Panetiopskim (MEISON) miała wedle pomysłu władz stać się podwaliną przyszłej cywilnej partii zarządzającej krajem. 
Pomysł upadł po tym, gdy na przełomie lat 1976-77 pomiędzy MEISON a EPRP wybuchł otwarty konflikt. Spór wywołany został w chwili, gdy EPRP wycofała swoje poparcie dla rządu. W wyniku rozłamu doszło do walk w stolicy kraju Addis Abebie, w których starły się ze sobą bojówki MEISON i EPRP. W ulicznej bitwie zginęły setki osób. Starcie zakończyło się porażką EPRP, którego członkowie wycofali się na prowincje. W lutym 1977 roku EPRP zainicjowała falę terroryzmu, wymierzonego w oficjeli i zwolenników Dergu. Na biały terror rząd odpowiedział falą czerwonego terroru. Do końca 1978 roku z rąk służb bezpieczeństwa zginął szereg zwolenników i działaczy EPRP, zwłaszcza studentów.
Pozostali przy życiu członkowie partii schronili się w Tigraju, gdzie z pomocą z pomocą Erytrejskiego Frontu Wyzwolenia tworzyli zgrupowania partyzanckie. Oprócz starć z rządem, sporadycznie ścierała się z Tigrajskim Ludowym Frontem Wyzwolenia. Konflikt z tigrajskimi rebeliantami przyczynił się do wycofania się oddziałów EPRP na teren Erytrei, a następnie do okolic Gonderu. Stamtąd Partia Ludowo-Rewolucyjna kontynuowała walki zarówno z Dergiem, jak i z Tigrajskim Ludowym Frontem Wyzwolenia. Partyzanci EPRP wycofali się z wojny wraz z upadkiem junty w 1991 roku.